# Orcula austriaca
Orcula austriaca је пуж из реда Stylommatophora и фамилије Orculidae. 

## Угроженост
Подаци о распрострањености ове врсте су недовољни.

## Распрострањење
Аустрија је једино познато природно станиште врсте.

## Станиште
Врста Orcula austriaca има станиште на копну.